# Jhanjharpur
Jhanjharpur é um pequena cidade localizada na margem do rio Kamla-Balan no distrito de Bihar.